# Studio de animație
Un studio de animație este o companie specializată în producția de animație. Aceste studiouri sunt responsabile pentru crearea și dezvoltarea diferitelor forme de animație, inclusiv filme de animație, seriale animate, reclame animate, jocuri video și alte proiecte media.
Un studio de animație este alcătuit dintr-o echipă de artiști, animatori, scenariști, designeri și tehnicieni care lucrează împreună pentru a crea animația. Aceștia folosesc diverse tehnici și instrumente, precum animație cu desene, animație computerizată sau animație stop-motion, pentru a da viață personajelor și a crea iluzia mișcării.
Studiourile de animație pot avea propriile proiecte interne, unde produc propriile filme sau seriale animate, sau pot fi angajate de alte companii sau studiouri de film pentru a lucra la proiecte specifice. Acestea pot colabora și cu studiouri de efecte vizuale pentru a crea animații combinate cu elemente reale sau efecte speciale.
Exemple de studiouri de animație celebre includ Pixar Animation Studios, Walt Disney Animation Studios, DreamWorks Animation, Studio Ghibli și Aardman Animations. Aceste studiouri au produs unele dintre cele mai cunoscute și iubite filme de animație din lume.